# 前野隆司
前野 隆司（まえの たかし、1962年 - ）は、日本の学者。武蔵野大学ウェルビーイング学部長・教授。慶應義塾大学名誉教授。ウェルビーイング学会代表理事、日本システムデザイン学会副会長、日本創造学会理事。幸福学、イノベーション教育などの研究に従事。出身は山口県。

## 略歴
- 1962年 山口県に生まれる
- 1968年 五日市町立五日市南小学校（現・広島市立五日市南小学校）入学
- 1972年 鳥取市立稲葉山小学校に転入
- 1974年
  - 鳥取市立稲葉山小学校卒業
  - 鳥取大学附属中学校入学
- 1975年 4月 広島市立庚午中学校に転入
- 1977年 広島市立庚午中学校卒業
- 1980年 私立修道高等学校卒業
- 1984年 東京工業大学（現東京科学大学）工学部機械工学科卒業
- 1986年
  - 東京工業大学（現東京科学大学）理工学研究科機械工学専攻修士課程修了
  - キヤノン株式会社入社生産技術研究所勤務
- 1990年 7月 カリフォルニア大学バークレー校機械工学科訪問研究員（1992年6月まで）
- 1993年 12月 博士（工学）学位取得（東京工業大学）
- 1995年 慶應義塾大学理工学部機械工学科専任講師
- 1999年 慶應義塾大学理工学部機械工学科助教授
- 2001年 ハーバード大学応用科学・工学部門訪問教授（2001年9月まで）
- 2006年 慶應義塾大学理工学部機械工学科教授
- 2008年 慶應義塾大学大学院システムデザイン・マネジメント研究科教授（2025年3月まで）
- 2011年 慶應義塾大学大学院システムデザイン･マネジメント研究科委員長およびシステムデザイン・マネジメント研究科付属システムデザイン・マネジメント研究所長兼任[1]（2019年9月まで）
- 2017年 慶應義塾大学ウェルビーイングリサーチセンター長兼任（2024年3月まで）
- 2024年 武蔵野大学ウェルビーイング学部長・教授兼任
- 2025年 慶應義塾大学名誉教授

## 著作
- 『脳はなぜ「心」を作ったのか―「私」の謎を解く受動意識仮説』筑摩書房 2004年 のち文庫
- 『錯覚する脳―「おいしい」も「痛い」も幻想だった』筑摩書房 2007年 のち文庫
- 『脳の中の「私」はなぜ見つからないのか? ロボティクス研究者が見た脳と心の思想史』技術評論社 2007年
- 『記憶―脳は「忘れる」ほど幸福になれる』ビジネス社 2009年
- 『思考の整理術 問題解決のための忘却メソッド』朝日新聞出版 2009年
- 『思考脳力のつくり方－仕事と人生を革新する四つの思考法』角川oneテーマ21 2010年
- 『「死ぬのが怖い」とはどういうことか』講談社 2013年
- 『幸せのメカニズムー実践・幸福学入門』講談社現代新書 2013年
- 『脳は記憶を消したがる』フォレスト出版 2013年
- 『幸せの日本論 日本人という謎を解く』角川新書 2015年
- 『無意識の整え方―身体も心も運命もなぜかうまく動き出す30の習慣』ワニプラス 2016年
- 『実践 ポジティブ心理学 幸せのサイエンス』PHP新書 2017年
- 『実践・脳を活かす幸福学 無意識の力を伸ばす8つの講義』講談社 2017年
- 『感動のメカニズム 心を動かすWork&Lifeのつくり方 』講談社 2019年
- 『7日間で「幸せになる」授業』PHP研究所 2020年
- 『幸せな孤独 「幸福学博士」が教える「孤独」を幸せに変える方法』アスコム 2021年
- 『ディストピア禍の新・幸福論』プレジデント社 2022年
- 『幸せに働くための30の習慣 社員の幸せを追求すれば、会社の業績は伸びる』ぱる出版 2023年

### 共著
- 下條誠、前野隆司、篠田裕之、佐野明人共編『触覚認識メカニズムと応用技術 触覚センサ・触覚ディスプレイ』サイエンス&テクノロジー 2010年
- 前野隆司編著『システム×デザイン思考で世界を変えるー慶應SDM「イノベーションのつくり方」』日経BP 2014年
- 前野隆司、保井俊之『無意識と対話する方法―あなたの難問を解決に導く「ダイアローグ」のすごい力』ワニ・プラス2017年
- 保江邦夫、前野隆司『人間はロボットよりも幸せか？』マキノ出版 2017年
- アルボムッレ・スマナサーラ、前野隆司『仏教と科学が発見した「幸せの法則」』サンガ 2017年
- 前野隆司、小森谷浩志、天外伺朗『幸福学×経営学 次世代日本型組織が世界を変える』内外出版社 2018年
- 前野隆司、前野マドカ『ニコイチ幸福学 研究者夫妻が極めた最善のパートナーシップ学』CCCメディアハウス 2019年
- 前野隆司、由佐実加子『無意識がわかれば人生が変わる 「現実」は4つのメンタルモデルからつくり出されている』ワニブックス 2020年
- 前野隆司、前野マドカ『家族の幸福度を上げる7つのピース』青春出版 2020年
- 星渉、前野隆司『99.9%は幸せの達人』角川書店 2020年
- 前野マドカ、前野隆司『なんでもない毎日がちょっと好きになる そのままの私で幸せになれる習慣』WAVE出版 2020年
- 秋山美紀、島井哲志、前野隆司 編集『看護のためのポジティブ心理学』医学書院 2021年
- 平本あきお、前野隆司『アドラー心理学×幸福学でつかむ！ 幸せに生きる方法』ワニブックス 2021年
- Testosteron著、前野隆司監修『幸福の達人 科学的に自分を幸せにする行動リスト50』ユーキャン 2021年
- 前野隆司、前野マドカ『ウェルビーイング』日経文庫 2022年
- 平本あきお，前野隆司，アドラー心理学×幸福学が教える　子どもが一瞬で変わる「言葉かけ」，ワニブックス，2023年
- 中島晴美，山田将由，岸名祐治著，前野隆司監修，99％の小学生は気づいていない！？ウェルビーイングの魔法，Z会，2023年
- 前野隆司，太田雄介，実践！ウェルビーイング診断，ビジネス社，2023年
- 前野隆司，菅原育子，「老年幸福学」研究が教える 60歳から幸せが続く人の共通点，青春新書インテリジェンス，2023年